# Eois snellenaria
Eois snellenaria är en fjärilsart som beskrevs av Heinrich Benno Möschler 1882. Eois snellenaria ingår i släktet Eois och familjen mätare. Inga underarter finns listade i Catalogue of Life.